# Liolaemus platei
Espèce
Statut de conservation UICN

 LC  : Préoccupation mineure
Liolaemus platei est une espèce de sauriens de la famille des Liolaemidae.

## Répartition
Cette espèce est endémique du Chili. Elle se rencontre dans les régions du Maule, d'Atacama, de Coquimbo, du Libertador General Bernardo O'Higgins, de Santiago et de Valparaíso.

## Description
C'est un saurien ovipare.

## Étymologie
Cette espèce est nommée en l'honneur de Ludwig Hermann Plate (1862-1937).

## Publication originale
- Werner, 1898 : Die Reptilien und Batrachier der Sammlung Plate. Zoologische Jahrbuecher Abteilung fuer Systematik Oekologie und Geographie der Tiere, suppl. 4, p. 244-278 (texte intégral).